# 스가 시카오
스가 시카오(スガ シカオ, 1966년 7월 28일 ~ )는 일본의 남성 싱어송라이터이다. 본명도 스가 시카오 (菅 止戈男)이지만, 표기가 다르다.

## 개요
- 1997년 2월 26일, 싱글 《힛토챠토오카케누케루》로 데뷔했다. 같은 해 발매한 앨범은 오리콘 10위권에 진입.
- 1999년 데뷔 2년 차에 일본 무도관에서 공연을 실시.
- 2001년 발매한 앨범 《Sugarless》는 앨범 차트 1위를 차지했다.
- 2002년, 자신이 작사한 SMAP의 〈요조라노 무코〉가 중학교의 교과서에 실린다.

## 음반 목록

### 앨범

#### 정규 앨범
1. Clover (1997)
2. FAMILY (1998)
3. Sweet (1999)
4. 4Flusher (2000)
5. SMILE (2003)
6. TIME (2004)
7. PARADE (2006)
8. FUNKAHOLiC (2008)

## 노래 제공
- SMAP

〈夜空ノムコウ 요조라노 무코[*]〉(작사), 커플링곡 〈リンゴジュース 링고 쥬스[*]〉(작사, 작곡) - 밀리언 셀러 달성
- KAT-TUN

〈Real Face〉(작사) - 밀리언 셀러 달성
- 아라시

〈アオゾラペダル 아오조라 페다루[*]〉(작사)

## 같이 보기
- 허니와 클로버 - 제목의 클로버는 스가 시카오의 첫 번째 앨범제목에서 따왔고, 등장인물중 한명인 마야마 타쿠미의 모델이 스가 시카오이다.